# Stipa clarazii
Stipa clarazii är en gräsart som beskrevs av John Ball. Stipa clarazii ingår i släktet fjädergrässläktet, och familjen gräs. Inga underarter finns listade i Catalogue of Life.